# Xã West Keating, Quận Clinton, Pennsylvania
Xã West Keating (tiếng Anh: West Keating Township) là một xã thuộc quận Clinton, tiểu bang Pennsylvania, Hoa Kỳ. Năm 2010, dân số của xã này là 29 người.